# Нікола Доріньї
Нікола Доріньї (фр. Nicolas Dorigny) (нар. 2 червня 1658, Париж — пом. 1 грудня 1746, Париж) — французький художник і гравер, молодший син Мішеля Доріньї і брат Луї Доріньї, теж живописців і граверів.
Свою художню діяльність почав як живописець, а потім присвятив себе виключно гравіруванню. У 1687 році він вирушив до Рима, куди його викликав брат Луї Доріньї, створивши там серію репродукцій античних статуй. Протягом 28 років займався в Італії вивченням пам'яток мистецтва. Після повернення на батьківщину його запросили до Англії, де за виконання гравюр (з 1711 по 1719 рр.) з картонів Рафаеля король Георг у 1720 р. наділив його лицарським титулом. Повернувшись до Парижа, був обраний членом тамтешньої Академії мистецтв. Гравюри Доріньї поставили його в один ряд з найкращими майстрами гравіювального мистецтва. Відмітний характер його робіт — легкість манери, сполучена зі строгістю виконання; завдяки одночасному використанню в них голки і різця, гравюри Доріньї справляють враження малюнків олівцем. До найкращих його творів, крім вищезазначених, можна зарахувати: «Історію Психеї», з Рафаеля (12 аркушів), «Мука св. Севастіана», «Поховання св. Петронілле», з Гверчіно, і «Св. Петро, простує по воді», з Ланфранко.